# Bentley 4½ Litre
Bentley 4½ Litre — спортивный и гоночный автомобиль, выпускавшийся британской компанией Bentley Motors с 1927 по 1931 год. Известен своей победой в Ле-Мане 1928 года. Всего было изготовлено 665 автомобилей с атмосферным двигателем и 55 особых моделей, оснащённых мотором с наддувом (Blower).

## Описание

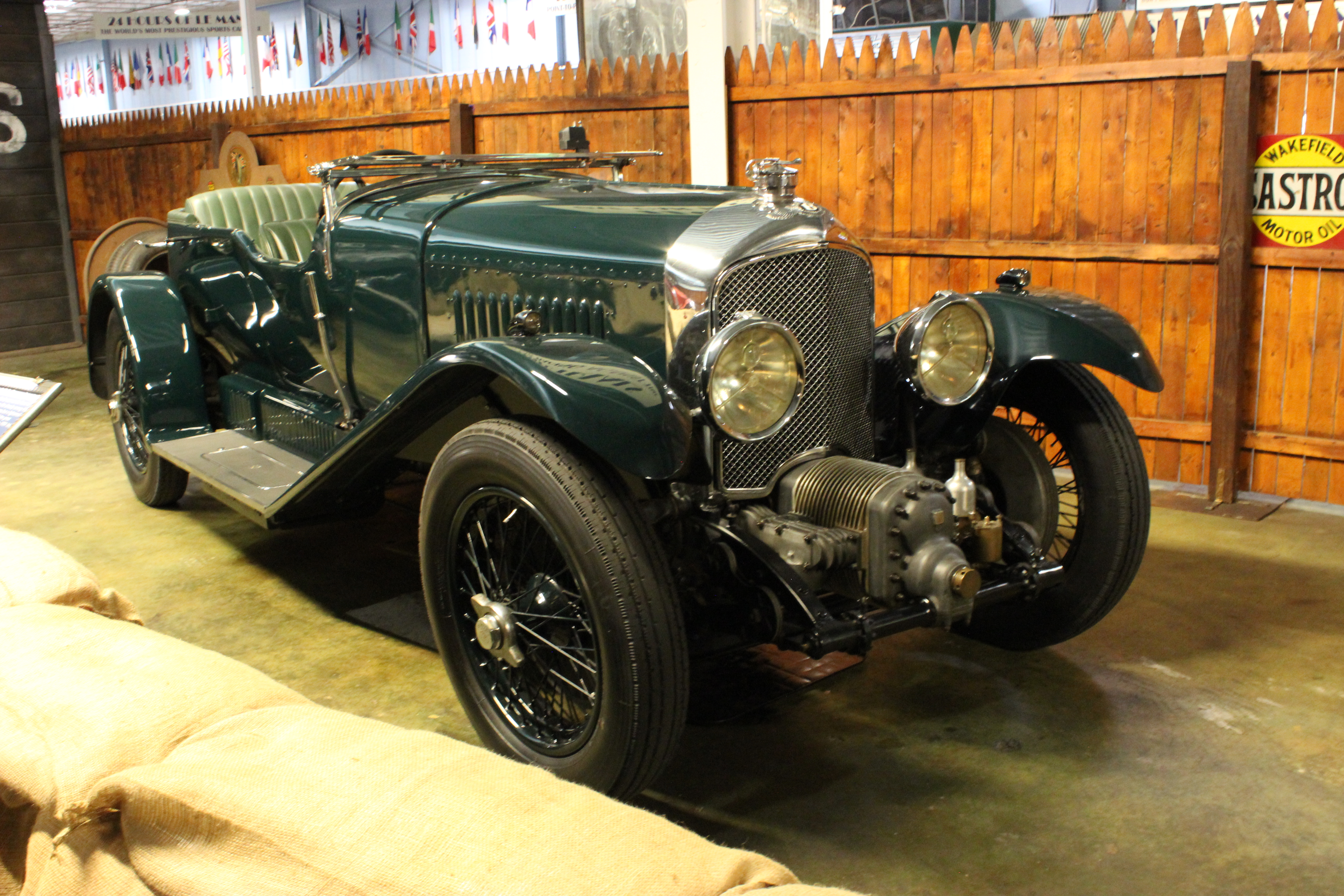
Bentley 4½ Litre Blower

Новый автомобиль появился в конце 1927 года, вслед за прототипом, который ранее в гонке Ле-Ман поставил рекорд круга, прежде чем попал в крупный завал и выбыл из соревнований. 4½ Litre был преемником трёхлитровой модели и использовал проверенный четырёхцилиндровый двигатель с изменениями, применёнными на модели с шестицилиндровым мотором. Так, размеры цилиндра были от шестицилиндрового двигателя, а кривошипно-шатунный механизм — от четырёхцилиндрового мотора.
Как это было принято в то время, автопроизводитель изготавливал только шасси́. На него устанавливался радиатор, боковины капота и отделяющая мотор от салона панель. В таком виде будущий автомобиль проходил обкатку по дорогам общего пользования, а затем передавался на кузовную фирму. Компания Bentley, в основном, сотрудничала с фирмами Vanden Plas и Gurney Nutting.
Модель быстро доказала свои возможности победой в Ле-Ман 1928 года и успехом в Бруклэнде. В течение последующих лет автомобиль был несколько раз модернизирован. Наиболее заметным изменением была замена конического сцепления на дисковое в 1929 году.
Со стандартным кузовом Vanden Plas автомобиль разгонялся до 150 км/ч, а в гоночной настройке — до 190 км/ч. Всего было изготовлено 665 автомобилей, большинство из которых имели удлинённую 130-дюймовую колёсную базу.
Со временем стало понятно, что мощности даже увеличенного двигателя недостаточно для борьбы с соперниками. Тогда, один из «парней Бентли» сэр Генри (Тим) Биркин (англ. Tim Birkin) заказал автомобиль с двигателем, оснащенным компрессором (Blower). Разработанный в 1929 году инженером Амхерстом Виллиерсом (англ. Amherst Villiers) такой мотор выдавал 175 л. с. в стандартном исполнении и до 240 л. с. в форсированном гоночном варианте. Он имел усиленный блок цилиндров, более крепкие коленвал и шатуны, и специальные поршни.
Для омологации требовалась постройка не менее 50 автомобилей, изготовление которых спонсировала большая любительница автоспорта Дороти Пэйджет (англ. Dorothy Paget). Поединок между Биркиным и Караччолой на Mercedes SSK стал украшением Ле-Ман 1930 года. К сожалению, оба автомобиля не добрались до финиша.
В сентябре 2019 года было объявлено, что на Bentley построят 12 копий легендарного 4½ Litre Blower. Для этого 90-летний автомобиль Биркина полностью разберут и создадут 3D-модель каждой его детали. Затем, попытаются изготовить их по ручной технологии, максимально приближённой к оригинальной. Вся работа займёт примерно два года и только после этого будет объявлена цена каждого автомобиля.